# Filippinernas regioner

Filippinernas administrativa indelning

Filippinerna ( engelska: Republic of the Philippines, filipino: Republika ng Pilipinas) är administrativt indelat i regioner.
Nationen är geografiskt indelad i 3 landsdelar, dessa i sin tur indelas i 17 regioner (rehiyon) och en autonom region (rehiyong awtonomo). Regionerna är ytterligare indelade i 81 provinser (probinsya eller lalawigan). Provinserna är ytterligare indelade i olika underområden (bland annat distrikt/"districts", städer/"cities" och köpingar/"municipalities"), den minsta administrativa indelningen kallas barangay.
Tidigare utgjorde Calabarzon och Mimaropa tillsammans regionen Södra Tagalog (IV). 2015 bildades Negros Island Region som en 18:e region genom att provinserna Negros Oriental i Centrala Visayas och Negros Occidental i Västra Visayas slogs ihop, sedan 2017 är de åter en del i tidigare regioner.

## Landsdelar
Landsdelarna utgörs av ögrupperna Luzon, Visayaöarna och Mindanao.
| Luzon | Visaya                                                                                           | Mindanao |
| --- | ------------------------------------------------------------------------------------------------ | --- |
| |                                                                                                  | |
| regioner NCR / Huvudstadsregionen CAR / regionen Kordiljärerna I / Ilocosregionen II / Cagayandalen III / Central Luzon IV-A / Calabarzonregionen IV-B / Mimaroparegionen V / Bicol Regionen | regioner VI / Västra Visayasregionen VII / Centrala Visayasregionen VIII / Östra Visayasregionen | regioner IX / Zamboangaregionen X / Norra Mindanaoregionen XI / Davaoregionen XII / Soccsksargenregionen XIII / Caragaregionen ARMM / Muslimska Mindanaoregionen |

## Regioner
| nr   | område                     | huvudort                             | yta (km²) | underdelningar                         |
| ---- | -------------------------- | ------------------------------------ | --------- | -------------------------------------- |
| NCR  | Huvudstadsregionen         | Manila                               | 599       | 4 distrikt 16 cities 1 municipality    |
| CAR  | Kordiljärerna              | Baguio City Benguet                  | 18 188    | 6 provinser 2 cities                   |
| I    | Ilocos Regionen            | San Fernando La Union                | 12 304    | 6 provinser 9 cities                   |
| II   | Cagayanregionen            | Tuguegarao Cagayan                   | 26 388    | 5 provinser 4 cities                   |
| III  | Centrala Luzonregionen     | San Fernando Pampanga                | 21 228    | 7 provinser 14 cities                  |
| IV-A | Calabarzonregionen         | Calamba City Laguna                  | 15 595    | 5 provinser 14 cities                  |
| IV-B | Mimaroparegionen           | Calapan Oriental Mindoro             | 26 707    | 5 provinser 2 cities 71 municipalities |
| V    | Bicol Regionen             | Legazpi Albay                        | 17 290    | 6 provinser 7 cities                   |
| VI   | Västra Visayasregionen     | Iloilo City Iloilo                   | 20 042    | 6 provinser 2 cities                   |
| VII  | Centrala Visayasregionen   | Cebu City Cebu                       | 14 285    | 4 provinser 3 cities                   |
| VIII | Östra Visayasregionen      | Tacloban City Leyte                  | 20 836    | 6 provinser 2 cities                   |
| IX   | Zamboangaregionen          | Zamboanga City Zamboanga del Sur     | 14 590    | 4 provinser 1 city                     |
| X    | Norra Mindanaoregionen     | Cagayan de Oro City Misamis Oriental | 17 487    | 5 provinser 2 cities                   |
| XI   | Davaoregionen              | Davao City Davao del Sur             | 18 809    | 5 provinser 6 cities                   |
| XII  | Soccsksargenregionen       | Koronadal Södra Cotabato             | 17 990    | 4 provinser 5 cities                   |
| XIII | Caragaregionen             | Butuan City Agusan del Norte         | 18 603    | 5 provinser 6 cities                   |
| ARMM | Muslimska Mindanaoregionen | Cotabato City Cotabato               | 12 470    | 5 provinser                            |